# Konno (osada)
Konno, Konna (biał. Конна; ros. Конно) – dawna osada na Białorusi, w obwodzie grodzieńskim, w rejonie zelwieńskim, w sielsowiecie Zelwa. Rozpościerała się na północ od wsi Konno.
W dwudziestoleciu międzywojennym miejscowość leżała w Polsce, w województwie białostockim, w powiecie wołkowyskim, w gminie Zelwa. 16 października 1933 utworzyła gromadę Konno II w gminie Zelwa. Po II wojnie światowej weszła w struktury ZSRR.
Obecnie po osadzie nie pozostało nic.